# Argentyna na Letnich Igrzyskach Olimpijskich 1920
Argentynę na VII Letnich Igrzyskach Olimpijskich w Antwerpii reprezentował 1 sportowiec w 1 dyscyplinie. Był to 3 start Argentyńczyków na letnich igrzyskach olimpijskich.

## Skład reprezentacji

### Boks

#### Mężczyźni
- Ángel Rodríguez
  - waga piórkowa – 16. miejsce